# Советкин, Юрий Фёдорович
Юрий Фёдорович Советкин (18 июня 1932, Абдулино Оренбургской области — 3 июня 1989, Москва) — советский учёный, специалист в области материаловедения систем автоматики ядерных боеприпасов. Кандидат технических наук.  

## Биография
Окончил Московский энергетический институт (1956). В 1956—1989 гг. работал во ВНИИА в должностях от инженера до заместителя главного конструктора.
Лауреат Государственной премии СССР 1987 г. за работы по созданию систем инициирования повышенной стойкости к поражающим факторам ядерного взрыва.
Награды: ордена «Знак Почёта» (1971), Трудового Красного Знамени (1982), медали «За доблестный труд. В ознаменование 100-летия со дня рождения В. И. Ленина» (1970), «Ветеран труда».
Был женат на Советкиной Римме Борисовне (1929-2022) в браке родился единственный сын Советкин Владимир Юрьевич (1954-2022).
Внуки Советкин Антон Владимирович 1977 года рождения, Советкина Анастасия Владимировна 1982 года рождения.